# Noel Kelehan
 John William "Noel" Kelehan (26 de diciembre de 1935 – 6 de febrero de 2012) fue un músico irlandés, director de orquesta de la RTÉ Concert Orchestra y de la Radio Telefís Éireann. 

## Biografía
Aunque fue un excelente pianista de jazz, fue famoso como director de orquesta de muchas canciones de Irlanda en Festival de Eurovisión, comenzando en 1966 y acabando en 1998. Dirigió en cinco ceremonias (1980, 1987, 1992, 1993 y 1996). En 1994, la canción ganadora no tenía acompañamiento orquestal. De todas maneras, la entrada clasificada en segundo lugar ese año, "To nie ja!" interpretada por Edyta Górniak de Polonia. También dirigió la orquesta en la canción de Bosnia-Herzegovina de 1993. En total, Kelehan dirigió 29 canciones de Eurovision, 24 de ellas de Irlanda. Se retiró en 1998 y, un año después, el uso de la orquesta ya fue un elemento más aislado en el Festival. 
Kelehan apareció en numerosas grbaciones. Las más destacadas con la Noel Kelehan Quintet en la que grabó "Ozone" en 1979. En 1984 escribió los arreglos de las canciones The Unforgettable Fire y Bad del álbum de U2 The Unforgettable Fire.
Murió en Dublín el 6 de febrero de 2012, después de una larga enfermedad.